# Kthellë
Kthellë is een plaats en voormalige gemeente in de stad (bashkia) Mirditë in de prefectuur Lezhë in Albanië. Sinds de gemeentelijke herindeling van 2015 doet Kthellë dienst als deelgemeente en is het een bestuurseenheid zonder verdere bestuurlijke bevoegdheden. De plaats telde bij de census van 2011 2209 inwoners.